# Born a Rebel
Born a Rebel a Rebellion német heavy metal zenekar második albuma.
2003-ban jelent meg.

## Számok listája
- Born a Rebel
- Adrenalin
- One for All
- World Is War
- Dragons Fly
- Queen of Spades
- Iron Flames
- Through the Fire
- Devil's Child
- Meet Your Demon
- Power of Evil

## Közreműködők
- Michael Seifert – ének
- Uwe Lulis – gitár
- Björn Eilen – gitár
- Tomi Göttlich – basszusgitár
- Gerd Lücking – dob